# Kirstin Vanlierde
Kirstin Vanlierde (Gent, 8 november 1977) is een Belgische schrijver van kinderboeken.

## Leven
Als kind deed Vanlierde niets liever dan verhalen verzinnen, maar ze uitschrijven en afwerken deed ze vaker niet dan wel. Jaren later, wanneer ze haar diploma Germaanse Taal- en Letterkunde aan de UGent behaald had, lukt dat wel. Haar job als auteur heeft ze eerst jaren gecombineerd met lesgeven om dan nog een tijd als redacteur bij de Gezinsbond aan de slag te gaan. Maar ondertussen is ze voltijds kunstenaar waarbij ze naast jeugdboeken schrijven ook tijd maakt voor natuurfotografie, collages, blogs, zaailingen (samen met illustrator Jurgen Walschot) en persoonlijke ontwikkelingsworkshops.

## Werk
Vanlierde debuteerde in 2004 met Als een spiegel. Daarin ontmoet een celliste een blinde pianist. Communiceren doen ze woordeloos, via de muziek, en toch blijken ze dingen te horen, weten en zien van elkaar – meer dan hen lief is. Zo speelt ze subtiel met de grens tussen ‘ik’ en ‘de ander’. Uit dit boek blijkt Vanlierdes interesse voor het bovennatuurlijke.
Na haar debuut werd Vanlierde een ‘belofte’ genoemd. Met haar tweede boek Geheugen van steen bevestigt ze die verwachting – “een van de grootste talenten van de nieuwe lichting Vlaamse auteurs”, noemt recensent Ed Franck haar in de Standaard der Letteren. Dit boek verweeft twee verhalen: dat van twee jonge, homoseksuele monniken ten tijde van de Katharen, en dat van de 20ste- eeuwse Andrea en Owen die sporen van de Katharen willen terugvinden. Ook in dit verhaal speelt de idee van reïncarnatie zijdelings een rol en worden grenzen afgetast, tussen heden en verleden dit keer.
Uit haar sciencefiction-tweeluik, Sequoia en Yuma, blijkt dan weer een grote maatschappelijke betrokkenheid en bezorgdheid om het milieu.
Voor haar boeken vertrekt Kirstin Vanlierde steeds van vragen waar ze in haar eigen leven mee bezig is en waarover ze grondig heeft nagedacht. Die combineert ze met gedegen onderzoek naar het thema, de tijd of de locatie waarin haar verhalen zich afspelen. Haar stijl is veelal filosofisch, de plot van haar boeken is weloverwogen, de spanning zorgvuldig opgebouwd.
Wegens haar kwalitatieve werk wordt Vanlierde gesubsidieerd door het Vlaams Fonds voor de Letteren met het geven van lezingen.
In 2019 kwam het eerste deel uit van een boekenreeks over het meisje Reya. Zij woont in een grote serre, samen met haar opvoeder Mendel. De boeken zijn geïllustreerd door Jurgen Walschot en worden zowel als prentenboeken als als leesboeken gezien. Ook in deze boeken laat Vanlierde haar filosofische schrijfstijl zien. De drie boeken uit deze reeks zijn De serres van Mendel, De wortels van de wereld en De oceaan van Mare.
Voor haar jongste en eerste echte prentenboek Vertrouw maar heeft ze samengewerkt met de jonge Zweedse illustrator Lo Granquist.